# قتل یهودا شوهام
قتل یهودا شوهام در ۵ ژوئن ۲۰۰۱ در نتیجه یک حمله با سنگ منتسب به فلسطینی‌ها به یک خودروی غیرنظامی از شهرک اسرائیلی شیلو رخ داد که در آن یهودا شوهام (به انگلیسی: Yehuda Shoham) آمریکایی-اسرائیلی پنج‌ماهه نشسته بود. سنگ‌ها از شیشه جلوی ماشین وارد شدند و جمجمه نوزاد را خرد کردند. شوهام بر اثر آسیب شدید مغزی در ۱۱ ژوئن ۲۰۰۱ درگذشت.
این حمله با سنگ و مرگ نوزاد شش روز بعد در اسرائیل خبرساز شد. هر دو حادثه بخشی از انتفاضه دوم بود که در سپتامبر ۲۰۰۰ آغاز شد و تا ۱۲ ژوئن ۲۰۰۱ جان ۴۸۹ فلسطینی و ۱۰۹ اسرائیلی را گرفت. 

## حمله
این حادثه زمانی رخ داد که بنی و باتشوا شوهام و تنها فرزندشان یهودا، پس از مراسم شیوا در راآنانا به ایلای نزدیک می‌شدند.
در نزدیکی ایلای، فلسطینی‌هایی که در کنار جاده پنهان شده بودند، سنگ‌هایی را به سمت خودرو پرتاب کردند که شیشه جلوی ماشین را شکست، وارد ماشین شد و جمجمه نوزاد را خرد کرد. پدرش به خاطر نگرانی از افراد کمین‌کرده به رانندگی ادامه داد و در تقاطعی نزدیک، این زوج متوجه جراحات وارده بر سر نوزادشان شدند. باتشوا تا رسیدن امدادگران به یهودا احیا دهان به دهان انجام داد.
یهودا به بخش مراقبت‌های ویژه در بیمارستان هداسا در اورشلیم منتقل شد و در آن‌جا با جراحات شدید و بدون هوشیاری بستری شد. او نزدیک به یک هفته به دستگاه تنفس متصل بود تا اینکه در ۱۱ ژوئیه بر اثر آسیب شدید مغزی درگذشت.
در طول مدتی که یهودا در بیمارستان بود، والدین یهودا نام دومش را «چایم» گذاشتند که به معنای زندگی است، به امید اینکه او زنده بماند. زمانی که یهودا در بیمارستان بود، آریل شارون، نخست‌وزیر وقت اسرائیل از او عیادت کرد.

## زمینه
انتفاضه دوم، که ۸ ماه قبل از آن آغاز شد، دورهٔ جدیدی از تشدید خشونت میان فلسطین و اسرائیل را رقم زد. در ۲۲ مه، شارون آتش‌بس یک جانبه اعلام کرد و از تلافی حملات فلسطینیان خودداری کرد. روز جمعه، اول ژوئن، یک بمب‌گذاری انتحاری در خارج از یک دیسکو در تل آویو رخ داد که در آن ۲۱ نفر کشته شدند که عمدتاً نوجوانان اسرائیلی بودند. فردای آن روز، شنبه دوم ژوئن، فراخوان یاسر عرفات برای آتش‌بس مانع از تلافی اسرائیل شد.

## پیامد
در این بین، اسرائیل اقدامات مختلفی را برای کاهش تنش انجام داد و بنیامین بن الیعزر، وزیر دفاع به «کاهش قابل توجه تعداد حملات» اشاره کرد. اسرائیل برخی از محدودیت‌های سفر را کاهش داد و فلسطینی‌ها اجازه بازگشت از اردن و مصر را یافتند. فلسطینی‌ها اجازهٔ ورود مواد خام و خروج از سرزمین‌های فلسطینی را دریافت کردند و برای بازگشت به مشاغل خود در یک منطقه صنعتی در نزدیکی گذرگاه اریز اجازه یافتند. فرماندهان امنیتی فلسطین برای مشورت با افسران محلی در مورد اجرای آتش‌بس به نقاط مشکل ساز در نوار غزه سفر کردند.
هنگامی که خبر زخمی شدن یهودا در روز سه‌شنبه، ۵ ژوئن منتشر شد، شهرک‌نشینان راست افراطی از آریل شارون خواستند تا انتقام بگیرد. این حادثه باعث خشم ۲۰۰٬۰۰۰ شهرک نشین اسرائیلی شد و آن‌ها از آریل شارون خواستند به «سیاست خویشتن داری» اسرائیل پایان دهد و آتش‌بس را کنار بگذارد. ایندیپندنت گزارش کرد که این حادثه توسط بسیاری از اسرائیلی‌ها به عنوان دلیلی برای تشدید اقدامات نظامی ذکر می‌شود. صبح پس از مجروح شدن یهودا، حداقل ۳۰۰ شهرک‌نشین با اتوبوس به دو روستای مجاور شیلو، عساویه و لوبان الشرکیه، که تحت مقررات منع آمد و شد و در مسئولیت امنیتی اسرائیل قرار داشتند، حمله کردند و به گفته بتسلم با کمک ارتش اسرائیل، به سوی خرمن‌های گندم، گرمخانه، نجاری و مدرسه را شلیک کردند، ابزارآلات را به سرقت بردند و یک جوان فلسطینی از ناحیهٔ شکم یا پایش مورد اصابت گلوله قرار گرفت.
در محل حمله به خودرو، بین شهرک‌نشینان و فلسطینی‌ها درگیری با پرتاب سنگ رخ داد که طی آن یک اسرائیلی و هفت فلسطینی مجروح شدند. علاوه بر این، شهرک‌نشینان در الخلیل نیز به مغازه داران محلی فلسطینی حمله کردند. شهرک‌نشینان هدف اصلی ستیزه‌جویان فلسطینی در طی یک قیام هشت‌ماهه بودند. در پی این ناآرامی‌ها دو شهرک‌نشین توسط پلیس اسرائیل دستگیر شدند.
گرچه ایالات متحده تمایلی به دخالت در درگیری نداشت، اما جورج تنت، مدیر سی‌آی‌ای را به این کشور اعزام کرد که قرار بود روز پنجشنبه، ۷ ژوئن، به منظور برقراری مجدد همکاری در مورد مسائل امنیتی بین دو طرف، به‌طور جداگانه با طرف‌های اسرائیلی و فلسطینی دیدار کند. مذاکرات دو طرف پس از تیراندازی نیروهای ارتش اسرائیل به خودروی محمد دحلان، رئیس امنیتی نوار غزه در اواسط آوریل و تیراندازی به خانهجبرئیل رجوب، رئیس امنیت کرانه باختری، در پایان ماه مه، شکست خورده بود.
اتحادیه اروپا همراه با حمایت از بیانیهٔ عرفات به منظور پایان دادن به خون‌ریزی از سفر تنت حمایت کرد. روز چهارشنبه، ۶ ژوئن، در آستانهٔ دیدار برنامه‌ریزی شده تنت، ارتش اسرائیل اعلام کرد که به فرماندهان و نیروهایی که در تقاطع نتزاریم خدمت می‌کنند، مدال‌هایی اعطا خواهد کرد، جایی که محمد الدوره کشته شده بود. این خبر ضربه‌ای به بازگرداندن اعتماد تلقی شد. هزاران تظاهرکننده در اورشلیم علیه آنچه «سیاست خویشتنداری شارون» نامیدند، تظاهرات کردند. در همان شب، وقتی شارون عرفات را «قاتل» و «دروغگوی بیمارگونه» خطاب کرد (در مصاحبه‌ای خطاب به جامعه روس که از ناکامی او در تلافی بمب‌گذاری دیسکو خشمگین شده بودند) فلسطینی‌ها خشمگین شدند. این سخنرانی از تلویزیون اسرائیل پخش شد. او افزود عرفات مانند یک رئیس دولت عمل نمی‌کند، بلکه مانند رئیس تروریست‌ها و قاتلان عمل می‌کند.

پدر یهودا در روز پنجشنبه، ۷ ژوئن، در یک گردهمایی با خبرنگاران که از آریل شارون خواسته بود حمله به یهودا و سایر حملات اخیر را تلافی کند، گفت: «متأسفانه دولت ما در واکنش به تروریسم ضعف زیادی از خود نشان می‌دهد» وی همچنین اعلام کرد:
این سرزمین ماست، این جاده‌های ماست، [با این حال] از رانندگی به تل آویو و نتانیا هراس داریم.

## مذاکرات، تشییع جنازه و واکنش‌ها
دیدار تنت با هر دو طرف پس از اینکه آمریکایی‌ها به میزان اختلافات خود پی بردند به روز یکشنبه ۱۰ ژوئن موکول شد. ماجرا با کشته شدن سه زن بادیه نشین با اصابت گلوله‌های تانک اسرائیل در حین حضور در چادرهای خود در نوار غزه در آخر هفته و جراحات شدیدی که یکی از اعضای جهاد اسلامی در انفجار خودروی بمب‌گذاری شده متحمل شد، پیچیده‌تر شد. تنت پیشنهاد کرد که اسرائیل از حمله به اهداف فلسطینی خودداری کند و به مواضعی که در ۲۸ سپتامبر ۲۰۰۰ در اختیار داشتند عقب‌نشینی کند. او از فلسطینی‌ها خواست تا حملات به مواضع اسرائیل را متوقف کنند، به آنچه اسرائیلی‌ها به عنوان تحریک رسانه‌ای می‌نگرند، پایان دهند و به دستگیری افراد مسلح شبه‌نظامی ادامه دهند.
روز دوشنبه، ۱۱ ژوئن، روزی که یهودا درگذشت، شیمون پرز، وزیر امور خارجه اسرائیل، با نبیل شعث، وزیر همکاری‌های بین‌المللی فلسطین در لوکزامبورگ دیدار کرد تا یک سازش را بررسی کنند. تنت روز بعد یک جلسه پرتنش ۴ ساعته را اداره کرد که پس عدم دستیابی به توافق متوقف شد. اسرائیلی‌ها قبل از این‌که اجازهٔ آتش‌بس بدهند، بر دستگیری افرادی که مظنون به تروریسم بودند اصرار داشتند، در حالی که فلسطینی‌ها خواستار آن بودند که ترتیبات امنیتی با تعهد اسرائیل برای متوقف کردن تمامی ساخت‌وسازها در شهرک‌ها در سرزمین‌های اشغالی دنبال شود. فلسطینی‌ها از انجام آنچه دستگیری‌های خودسرانه نامیدند خودداری کردند. ژنرال شائول موفاز، رئیس ستاد ارتش اسرائیل، خود آتش‌بس را «توهم روشن» خواند.

مراسم تشییع جنازه یهودا با تجمع شهرک‌نشینان در مقابل دفتر آریل شارون در اورشلیم در حالی که جسد کودک پیش رویشان بود آغاز شد. در حالی که شارون برای سخنرانی خطاب به آن‌ها بر روی تریبون رفت، شهرک‌نشینان فریاد زدند «انتقام!» و «به جنگ برو». نخست‌وزیر شارون با جمعیت صحبت کرد، و با اذعان به بی‌صبری شهرک نشینان از آتش‌بس، گفت:
اگر محکم بایستیم و دندان‌هایمان روی هم فشار دهیم و حتی زمانی که اشک‌ها ما را خفه می‌کنند ادامه دهیم، پیروز خواهیم شد. من اینجا نیستم که سخنرانی کنم، بلکه برای اشک ریختن، برای گریه کردن با شما آمده‌ام. یاد یهودا گرامی باد.
شارون همچنین از مردم خواست برای این نوزاد دعا کنند و تشکیلات خودگردان فلسطین را به تحریک خشونت متهم کرد. از آنجا صفوف به سمت شهرک شیلو در شمال کرانه باختری، جایی که یهودا در آنجا دفن شد، حرکت کردند. یکی از پسرعموهای یهودا گفت: «یهودا فقط یک نوزاد بود، بدون گناه و دشمن، اما او فقط به یک دلیل کشته شد، او یک یهودی بود که در راه بازگشت به خانه در اریتز اسرائیل [ سرزمین اسرائیل ] بود.» نماینده دائم اسرائیل در سازمان ملل متحد، یهودا لانکری در نامه‌ای به سازمان ملل، موضع اسرائیل را تشریح کرد؛ که تأیید کرد که مرگ یهودا شوهام یک «اقدام مذموم تروریستی» است که کمی بیش از دو هفته پس از این رخ داد که اسرائیل اعلام کرده بود که از اقدام نظامی علیه فلسطینیان خودداری خواهد کرد و تنها یک هفته پس از آن که یاسر عرفات متعهد به مبارزه با خشونت و تروریسم شد.